# 버트 프리드
버트 프리드(Bert Freed, 1919년 11월 3일 ~ 1994년 8월 2일)는 미국의 성우, 배우이다.

## 출연 작품
- 더 폴 가이 (1981년)
- 노마 레이 (1979년)
- 크루키드 맨 (1970년)
- 와일드 인 더 스트리트 (1968년)
- 형사 마디간 (1968년)
- 네바다 스미스 (1966년)
- 최후의 총잡이 (1964년)
- 제인의 말로 (1962년)
- 벤 케이시 (1961년)
- 여신 (1958년)
- 영광의 길 (1957년)
- 필사의 도망자 (1955년)
- 멘 오브 더 파이팅 레이디 (1954년) - Lt. 역
- OK 부부의 신혼 여행 (1954년)
- 테이크 더 하이 그라운드! (1953년)
- 화성에서 온 침입자 (1953년)
- 아토믹 시티 (1952년)
- 킬리만자로의 눈 (1952년)
- 형사 이야기 (1951년)
- 웨어 더 사이드워크 엔드 (1950년)
- 노 웨이 아웃 (1950년)
- 몬테즈마의 영웅들 (1950년)
- 카네기 홀 (1947년)
- 부메랑 (1947년)

### 텔레비전
- 스튜디오 원 (1954-56)
- 딜론 보안관 (1959-65)
- 페리 메이슨 (1960-64)
- 보난자 (1960-68)
- 해저 여행 (1965)
- 아이언사이드 (1967)
- 제5전선 (1969-72)
- 명탐정 바나비 존즈 (1973-78)
- 샌프란시스코 수사반 (1976-77)
- 불타는 서부 - 78년 시리즈 (1978)
- 제1구조대 (1979)